# Mark Rowland
Mark Robert Rowland (Watersfield, 7 maart 1963) is een voormalige Britse atleet. Hij nam eenmaal deel aan de Olympische Spelen en veroverde bij die gelegenheid een bronzen medaille.

## Loopbaan
Rowland was relatief onbekend, toen hij in 1988 totaal onverwacht brons won op de 3000 m steeple op de Olympische Spelen in Seoel achter de Kenianen Julius Kariuki (goud) and Peter Koech (zilver). Zijn tijd van 8.07,96 is nog steeds een nationaal record. Rowland werd de achtste en tot nu toe laatste Britse atleet die op Olympische Spelen op de steeple een medaille veroverde.
Twee jaar later werd Mark Rowland op de 3000 m steeple tijdens de Europese kampioenschappen in Split in een sprintfinish verslagen door de Italiaan Francesco Panetta, wiens overwinning te meer opmerkelijk was, aangezien deze tijdens de race over de allereerste barrière was gestruikeld en hij zich daarna van achteren weer een weg naar voren had moeten banen.
Na deze hoogtepunten bleven vergelijkbare resultaten uit. Rowland werd later vooral bekend als coach van steeple-atleten in het Verenigd Koninkrijk.

## Titels
- Brits kampioen 5000 m - 1989
- Brits kampioen 3000 m steeple - 1988

## Persoonlijk record
| Onderdeel      | Prestatie | Datum             | Plaats |
| -------------- | --------- | ----------------- | ------ |
| 3000 m steeple | 8.07,96   | 30 september 1988 | Seoel  |

## Palmares

### 3000 m
- 1987: 4e WK indoor - 8.04,27

### 5000 m
- 1989:  Britse (AAA-)kamp. - 13.32,05
- 1990: 7e Gemenebestspelen - 13.35,69

### 3000 m steeple
- 1988:  Britse (AAA-)kamp. - 8.32,60
- 1988:  OS - 8.07,96
- 1990:  EK - 8.13,27
- 1994: 4e EK - 8.26,00